# Bulbophyllum farinulentum
Bulbophyllum farinulentum là một loài phong lan thuộc chi Bulbophyllum.